# Pernilla Bowall
Pernilla Bowall, född 16 augusti 1972, är en svensk före detta fotbollsspelare.
Bowall representerade på klubbnivå Jitex BK/JG 93. Hon spelade 8 A-landskamper (0 mål) för Sverige, och var med i Sveriges trupp i OS 1996.